# Elaphristis
Elaphristis is een geslacht van vlinders van de familie spinneruilen (Erebidae), uit de onderfamilie Hypeninae.

## Soorten
- E. aneliopa Bethune-Baker, 1908
- E. anthracia Meyrick, 1891
- E. leucochorda Turner
- E. melanica Turner
- E. molybdis Lower
- E. psoloessa Turner, 1909